# Дейемон Таргариен
Дейемон Таргариен (другое написание имени — Деймон) — персонаж мира, созданного американским писателем Джорджем Мартином в саге «Песнь льда и огня». Принц Вестероса из династии Таргариенов, король Ступеней, муж принцессы Вестероса Рейениры, участник Пляски Драконов. Герой ряда книг Мартина и сериала «Дом Дракона».

## Биография
Согласно Джорджу Мартину, Дейемон был вторым сыном принца Бейлона Таргариена, внуком короля Вестероса Джейехериса I Миротворца, младшим братом короля Визериса I. В 16 лет он был посвящён в рыцари и получил от деда-короля валирийский меч Тёмная Сестра. Принц женился на Рее Ройс, леди Рунного Камня, и несколько лет прожил во владениях супруги в Долине Аррен. В правление Визериса он заседал в Малом совете и командовал столичной городской стражей; простонародье прозвало его лордом Блошиного Конца. 
Поскольку у короля была только дочь, Рейенира, Дейемон считал себя наследником престола и тщетно добивался от брата титула принца Драконьего Камня. После смерти королевы Эйеммы и новорожденного сына Визерис объявил своей наследницей дочь и поссорился с братом. Тот, придя в ярость, улетел на Драконий Камень, но потом по приказу короля вернулся к нелюбимой жене. Позже совместно с лордом Дрифтмарка Корлисом Веларионом Дейемон завоевал архипелаг Ступени и провозгласил себя королём Ступеней и Узкого моря. Вскоре Визерис помирился с братом и вернул его в состав Малого Совета. 
После гибели супруги принц женился на дочери Корлиса Велариона Лейне, которая родила ему двух дочерей-близнецов — Бейлу и Рейну. В 120 году от Завоевания Эйегона у Дейемона родился сын, тут же умерший, а через три дня умерла и Лейна. Позже принц сблизился с Рейенирой, которая к тому времени овдовела, и тайно женился на ней. В этом браке родились Эйегон Младший и Визерис.
В 129 году от З. Э. Визерис I умер, и партия «зеленых» провозгласила королём Эйегона Старшего — сына короля от Алисент Хайтауэр. Узнав об этом, Дейемон короновал жену короной Джейехериса I на Драконьем Камне. «Чёрные» (сторонники королевы) начали собирать армию в Речных землях. Дейемон добился капитуляции крупнейшего замка в этом регионе, Харренхолла. Когда его пасынок Люцерис Веларион погиб в схватке с братом Эйегона Старшего Эйемондом, принц отправил жене письмо со словами «Око за око, сына за сына, Люцерис будет отмщён» и задействовал свои старые связи в столице. Его любовница Мисария наняла двух убийц, известных как Кровь и Сыр, те проникли в Красный замок и убили Джейехериса, старшего сына и наследника Эйегона II, на глазах его матери и бабки.
После этих событий развернулась масштабная война, известная как Пляска Драконов. Дейемон предложил жене перебить Ланнистеров и Баратеонов, примкнувших к «зелёным», и отдать их владения верным Рейенире драконьим всадникам. Та направила супруга в Речные земли, где действовал принц Эйемонд верхом на своём драконе Вхагар. Над озером Божье Око двое принцев из рода Таргариенов сошлись в поединке на драконах; Дейемон перепрыгнул с Караксеса на спину Вхагар и убил Эйемонда ударом меча в лицо, после чего оба дракона рухнули в воду. Тело Дейемона так и не нашли.

## В культуре
Дейемон впервые появился в повести Джорджа Мартина «Принц-разбойник». Позже он стал персонажем псевдохроник «Мир льда и пламени» и «Пламя и кровь». Дейемон появляется в сериале «Дом Дракона», где его сыграл Мэтт Смит.